# Крутцы (Псковская область)
Крутцы — деревня в Новоржевском районе Псковской области. Входит в состав Стехновской волости.
Расположена в 23 км к северу от города Новоржев. Сохранились следы старой усадьбы (так называемый в народе "белый дом"), куски  аллеи из акаций вокруг деревни, старый заросший, больше похожий на лес, парк с редкими видами деревьев.
Численность населения по состоянию на 2000 год составляет 36 жителей. На 2016 год не более 10 человек.